# Trimerophorella ornatum
Trimerophorella ornatum är en mångfotingart som först beskrevs av Faes 1902.  Trimerophorella ornatum ingår i släktet Trimerophorella och familjen Neoatractosomatidae. Inga underarter finns listade i Catalogue of Life.